# گوگل ترندز
گوگل ترندز (به انگلیسی: Google Trends) یکی از امکانات تحت وب شرکت گوگل و بر اساس جستجو در گوگل است که میزان محبوبیت جستجوی کلیدواژه در موتور جستجوی گوگل را به نمایش می‌گذارد. گوگل ترندز این قابلیت را به کاربران می‌دهد تا نتایج را بر اساس یک موقعیت جغرافیایی یا یک زبان خاص فیلترگذاری کنند.
زمانی که کلیدواژه را در گوگل ترندز وارد کنند، اطلاعات مرتبط با آن عبارت در یک نمودار به نمایش گذاشته می‌شوند. محور افقی نمودار، محور زمان است (از سال ۲۰۰۴ تا امروز) و محور عمودی نمایشگر محبوبیت جستجوی آن کلیدواژه است.
در زمان جستجوی یک کلیدواژه در گوگل ترندز می‌توان چهار متغیر را برای جستجو تنظیم کرد. این فیلترگذاری‌ها کمک می‌کنند تا نتایج دقیق‌تری از میزان جستجوی کلیدواژه مورد نظر به دست آورد. این چهار متغیر عبارتند از:
- نوع جستجو: جستجوی صفحات وب (Web Search) - جستجوی تصویر در گوگل (Google Image) – جستجوی اخبار (Google News) – جستجوی محصول (Google Shopping) – جستجو در یوتیوب
- منطقه جستجو: با استفاده از این گزینه می‌توان میزان جستجوی کلیدواژه را به یک کشور خاص محدود کرد (ایران هم جزو این کشورها دسته‌بندی شده‌است).
- بازهٔ زمانی جستجو: ۲۰۰۴ تا امروز – ۷ روز گذشته – ۳۰ روز اخیر – ۹۰ روز اخیر – ۱۲ ماه اخیر – انتخاب یک سال مشخص یا انتخاب یک بازه زمانی مشخص
- دسته‌بندی موضوعی جستجو: هنر و سرگرمی – اتومبیل و وسایل نقلیه – زیبایی و تناسب اندام – کتاب و ادبیات – تجارت و صنعت – رایانه و الکترونیک – مالی – غذا و نوشیدنی – بازی‌ها و مانند آن‌ها

همچنین، گوگل ترند به کاربران اجازه می‌دهد تا میزان محبوبیت جستجوی ۵ عبارت کلیدی را با یکدیگر مقایسه کنند. این قابلیت در یافتن مناسب‌ترین کلیدواژه جهت بهینه‌سازی سایت برای موتورهای جستجو ضروری است.
در ۵ آگوست سال ۲۰۰۸، گوگل ابزار تحت وب دیگری به نام گوگل اینسایت برای جستجو را راه‌اندازی کرد که اطلاعات پیچیده‌تر و پیشرفته‌تری از میزان محبوبیت جستجوی یک عبارت در موتور خود را ارائه می‌کرد. در ۲۷ سپتامبر سال ۲۰۱۲، شرکت گوگل ابزار گوگل این سایت را با گوگل ترندز ادغام کرد.